# Florian Sempey
Florian Sempey  (29 januari 1988), is een Franse bariton die actief is als operazanger.

## Carrière
Florian Sempey studeerde piano en zang aan het conservatorium van Libourne en vervolgens zang aan het conservatorium van Bordeaux . Hij debuteerde op 21-jarige leeftijd in de rol van Papageno in Mozarts Die Zauberflöte in de Opera van Bordeaux . Daaropvolgend nam hij twee jaar lang deel aan het Atelier Lyrique, het programma voor jonge kunstenaars van de Opera van Parijs. Hij speelde de rol van Figaro in Rossini 's Il barbiere di Siviglia in de Opera van Parijs, een rol die hij ook vertolkte in het Royal Opera House, het Rossini Opera Festival in Pesaro, de Opera van Rome en verschillende andere operahuizen. Hij trad ook op bij de Opera van Parijs in rollen als de graaf van Nevers in Meyerbeer 's Les Huguenots en Dandini in Rossini's La Cenerentola . Hij zong de rol van Pollux in Rameau 's Castor et Pollux bij de Opera Comique in Parijs, Valentin in Gounod 's Faust bij De Nationale Opera, de titelrol in Ambroise Thomas ' Hamlet en Alphonse XI in Donizetti 's La Favorite in de Deutsche Oper Berlin en Enrico in Lucia di Lammermoor van dezelfde componist in de Opéra d'Avignon, evenals tal van andere rollen bij toonaangevende operahuizen. Hij treedt regelmatig op in een breed repertoire van concertuitvoeringen, zowel met solo piano als met orkest.

## Discografie
- Le mage, Massenet . CD: Ediciones Singulares 2013
- Dardanus, Rameau. Dvd: Harmonia Mundi 2016
- De Parelvissers, Bizet . CD: Pentatone
- Figaro in De Barbier van Sevilla, Rossini. DVD: Naxos Cat:2110592 2019